# Hippocrepis monticola
Hippocrepis monticola är en ärtväxtart som beskrevs av Per Lassen. Hippocrepis monticola ingår i släktet hästskoklövrar, och familjen ärtväxter. IUCN kategoriserar arten globalt som livskraftig. Inga underarter finns listade i Catalogue of Life.